# Hirose Kagefusa
Hirose Kagefusa est un nom japonais traditionnel ; le nom de famille (ou le nom d'école), Hirose, précède donc le prénom (ou le nom d'artiste).
Hirose Kagefusa (広瀬 景房, ?-?) est un important vassal de Tokugawa Ieyasu de la fin de l'époque Sengoku du Japon féodal. Conscient que Kagefusa soutient les Takeda à l'époque où il est éligible pour être vassal, il devient obligé de l'important vassal Yamagata Masakage à peu près à cette époque, lorsqu'il supporte ce dernier lors de nombreux engagements tels qu'à Mimasetoge en 1569. Durant la bataille de Nagashino en 1575, on suspecte fortement que Masakage est le commandant de l'aile gauche de la cavalerie de Takeda Katsuyori et que Kagefusa est en outre subordonné à une telle force mais qu'il survit cependant à une telle situation malgré la mort de ses camarades, dont Masakage, après que des salves de coups de feu ont été tirées par les contingents des arquebusiers des Oda.
À la suite de l'alliance Oda/Tokugawa qui aboutit à la désolation du domaine des Takeda dans la province de Kai en 1582, Kagefusa fait en conséquence défection vers Tokugawa Ieyasu et devient plus tard obligé de l'un de piliers du pouvoir, Ii Naomasa. Comme il est notable que Kagefusa acquiert une grande confiance et est très respecté par son nouveau commandant, cela est peut-être en partie justifié par sa remarquable bravoure durant la bataille de Mikatagahara de 1584, la campagne d'Odawara de 1590 et la campagne de Sekigahara qui s'ensuit durant cette même année 1600, qui est pour Kagefusa l'occasion de se faire un nom plus important parmi les Tokugawa. Entré dans l'époque d'Edo par une augmentation de ses revenus de 1 500 koku en raison de ses performances passées, Kagefusa prend part à la campagne d'hiver d'Osaka et à la fin de la campagne, est invité pour partager une collation avec Tokugawa Ieyasu pour honorer ses mérites passés et présents.
Kagefusa est un vieil homme au moment où il est invité à boire avec son seigneur, il décède peu de temps après mais la date précise de sa mort est inconnue.

## Source de la traduction
- (en) Cet article est partiellement ou en totalité issu de l’article de Wikipédia en anglais intitulé « Hirose Kagefusa » (voir la liste des auteurs).